# Comephorus dybowskii
Comephorus dybowskii is een straalvinnige vissensoort uit de familie van de Baikaldonderpadden (Comephoridae). De wetenschappelijke naam van de soort is voor het eerst geldig gepubliceerd in 1904 door Korotneff.